# Ferrocarril del Oeste de Denver y Río Grande
El Ferrocarril del Oeste de Denver y Río Grande (nombre original en inglés "Denver and Rio Grande Western Railroad"; acrónimo de la AAR: DRGW), generalmente conocido como Río Grande, fue un ferrocarril estadounidense de clase I que comenzó su carrera bajo el nombre de Ferrocarril de Denver y Río Grande en 1870. La línea de vía estrecha comenzaba en Denver y se dirigía hacia el sur.
Su red, que conecta Denver (Colorado) con Salt Lake City (Utah), cubría una parte de la línea transcontinental que atravesaba las Montañas Rocosas. Su lema era "A través de las Montañas Rocosas, no a su alrededor". Se centró principalmente en el transporte de carbón y minerales. El Río Grande fue el arquetipo del ferrocarril de montaña, operando la línea ferroviaria principal más alta de los Estados Unidos, con el Paso de Tennessee (3120 m), así como las famosas rutas a través de la "Royal Gorge" (Garganta Real), o a través del túnel de Moffat. En su apogeo, alrededor de 1890, era la red de vía estrecha más extensa de América del Norte, con un total de 2783 millas (4479 km) conectando los estados de Colorado, Nuevo México, y Utah. Conocido por su independencia, operó el último tren privado de pasajeros de larga distancia en los Estados Unidos, el Rio Grande Zephyr. En 1988, su empresa matriz, Rio Grande Industries, adquirió la Southern Pacific Transportation Company, eligiéndose el nombre más unificador del Pacífico Sur para la nueva entidad, en detrimento del Río Grande.

## Historia

### Los orígenes

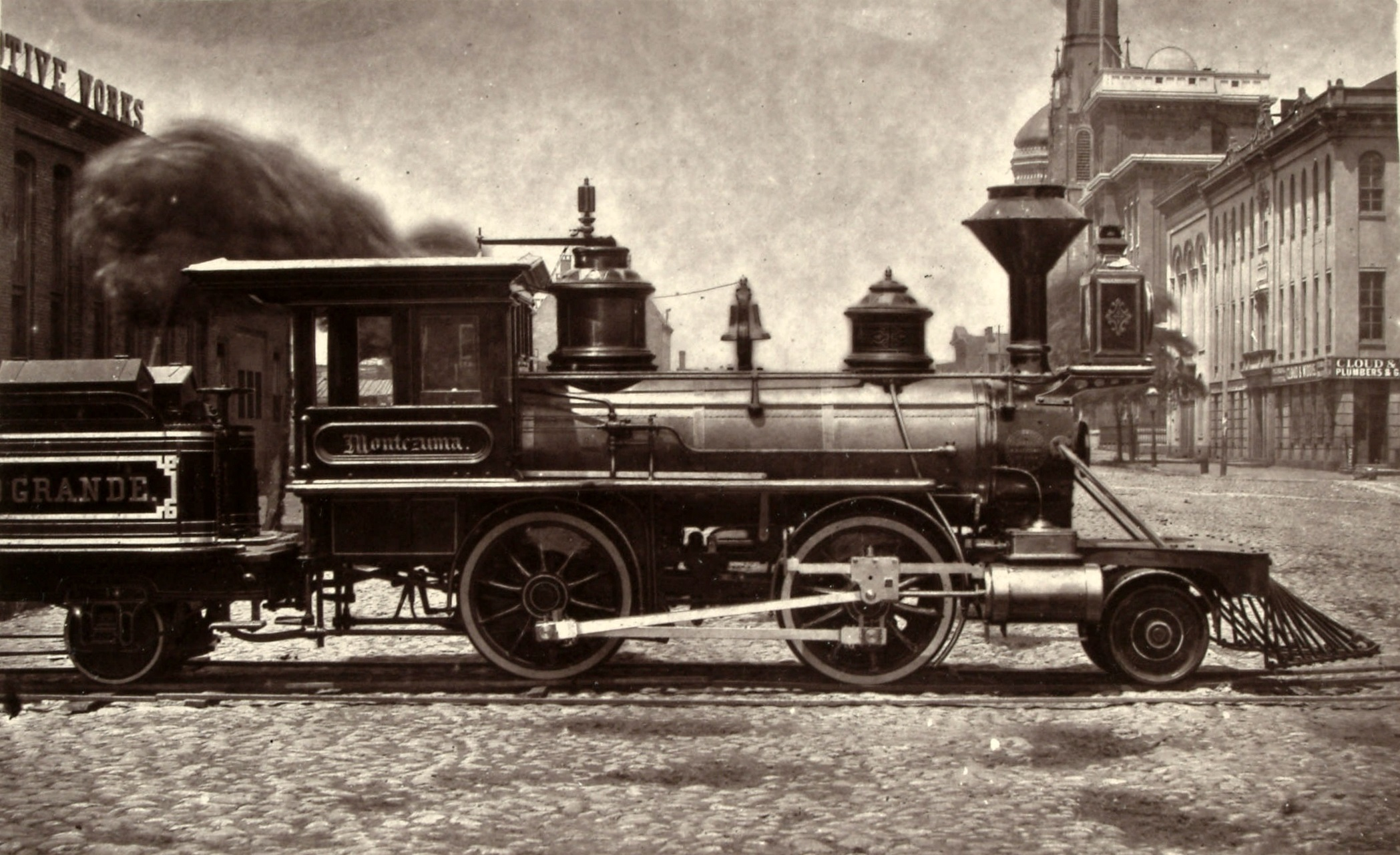
Locomotora Baldwin Montezumade 1871, la primera máquina construida para el Denver & Rio Grande

El ferrocarril de Denver y Río Grande (D&RG) fue fundado en 1870 por el general William Jackson Palmer, que tenía la intención de conectar Denver con la Ciudad de México. Se eligió la vía estrecha porque era más barata que la vía estándar, además de ser más adecuada para el terreno montañoso que debía atravesar. Entre 1877-1880 mantuvo una pugna encarnizada con el Ferrocarril de Atchison, Topeka y Santa Fe para alcanzar el paso de Ratón. Las dos compañías rivales contrataron bandas de forajidos armados y compraron políticos. En junio de 1879, los empleados del Santa Fe, al mando de Bat Masterson, tuvieron que defender su cochera en Pueblo. En esta ocasión, el tesorero del D&RG, R. F. Weitbrec, llegó al extremo de pagar a los defensores para que se fueran de allí. Finalmente, el Santa Fe sería el ganador del derecho a utilizar el paso de Ratón. Por su parte, el D&RG gastó 1,4 millones de dólares en la construcción de su vía en la Garganta Real del río Arkansas para llegar a la región minera de Leadville (Colorado). Posteriormente, se centraría en la lucrativa explotación de las minas del oeste.

### La ruta de la Garganta Real

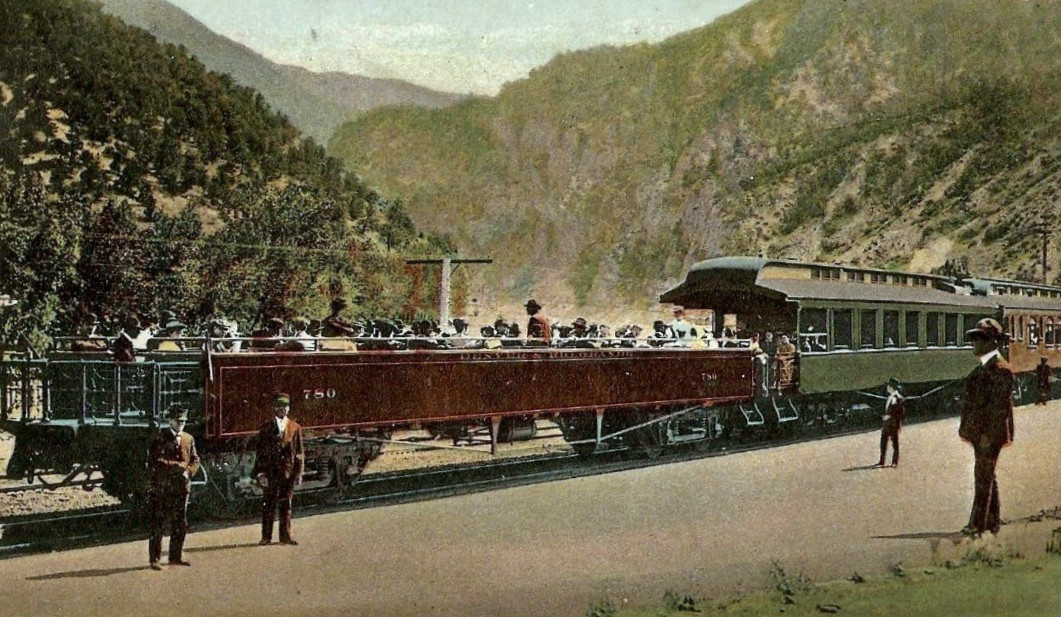
Vagón abierto en la ruta Royal Gorge durante la temporada de verano, alrededor de 1911

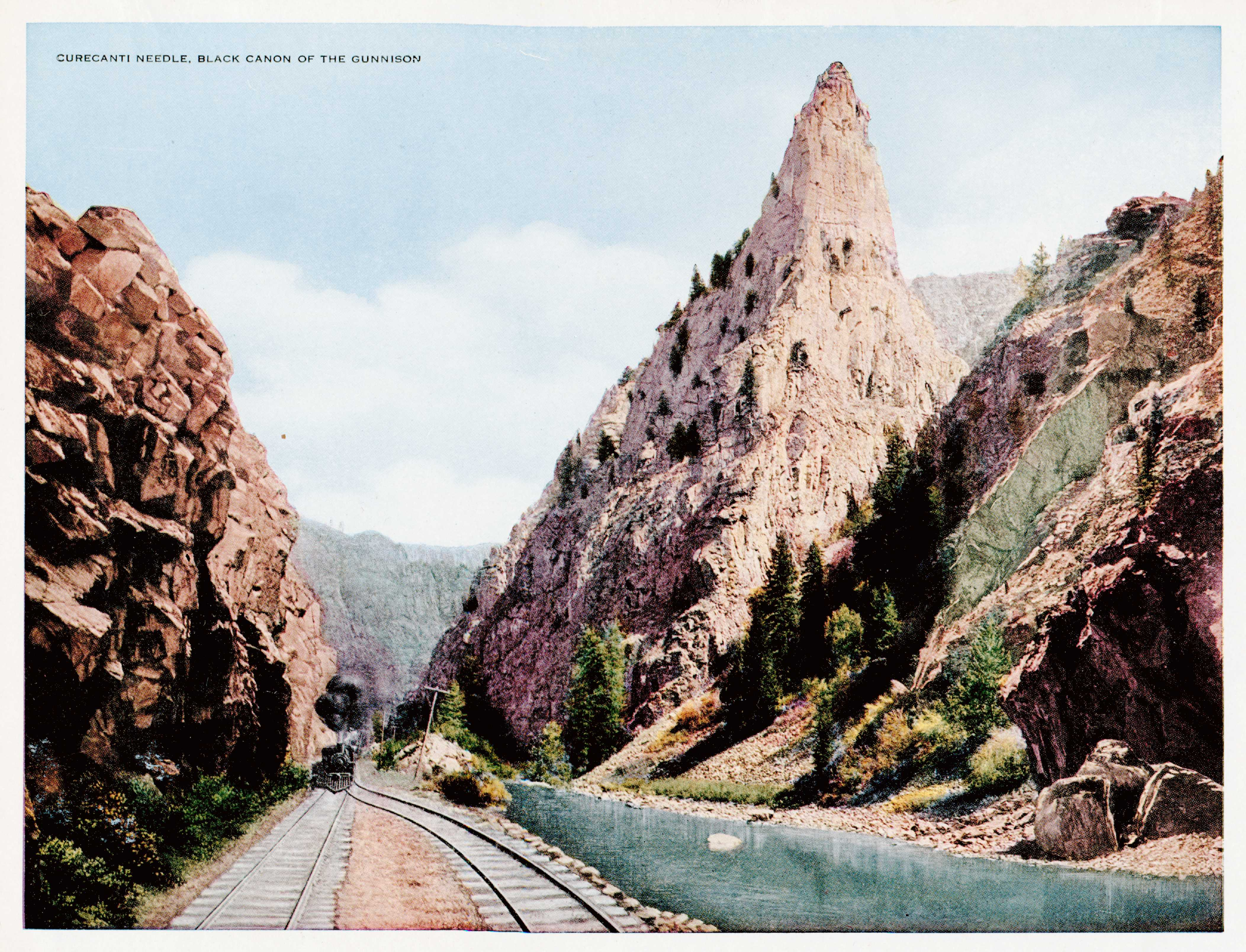
Vista de la aguja Curecanti, en el cañón Negro

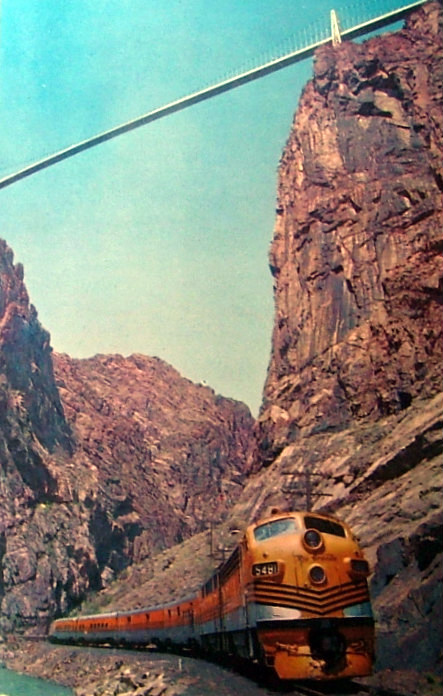
Tren atravesando la Gargante Real (1967)

En 1874, el D&RG conectó Pueblo con Cañon City, avanzando hacia el oeste. La línea cruzaba la Royal Gorge, llegando a Salida el 20 de mayo de 1880, y ese mismo año se extendió a la ciudad minera de Leadville. Desde Salida, el ferrocarril se dirigió hacia el oeste para cruzar el Paso Marshall situado a 3305 m sobre el nivel del mar y llegar a Gunnison el 6 de agosto de 1881. Desde Gunnison, la línea recorría el Cañón Negro del río Gunnison, y más adelante cruzaba ante la famosa aguja Curecanti, cuya imagen se incorporó al emblema de la compañía junto con el lema "Scenic Line of the World". Tras dejar atrás las dificultades crecientes del cañón en Cimmaron, la línea superó la Cumbre del Cerro para llegar a Montrose el 8 de septiembre de 1882. Desde Montrose, la línea se dirigió a Delta en el norte, llegando a Grand Junction en marzo de 1883. La conexión con el Ferrocarril del Oeste del Río Grande permitió completar un enlace transcontinental de vía estrecha a través de Salt Lake City (Utah). La línea Pueblo/Leadville se dispuso con tes carriles en 1887 para permitir el paso de trenes tanto de vía estrecha como de ancho estándar. En 1890, el D&RG tenía la línea de vía estrecha más larga de América del Norte. Se construyeron otros ramales de vía estrecha para conectar Crested Butte, Lake City, Ouray y Somerset.

### La ruta del valle de San Luis
El impulso hacia el oeste del D&RG también se hizo desde Walsenburg, localidad ubicada al sur de Pueblo, para cruzar el paso de Old La Veta en 1877. Las cocheras, ubicadas a más de 2900 m sobre el nivel del mar, podían presumir de ser las más altas de los ferrocarriles de vía estrecha. 
Llegó a Alamosa en 1878. Desde allí, una línea fue a Antonito en el sur, llegando finalmente a Santa Fe, mientras que la otra se dirigió al oeste, en dirección a Creede. Otra línea conectaba Alamosa con Salida al norte. 
Desde Antonito, la línea cruzó el Paso de las Cumbres a 3052 m sobre el nivel del mar (situado en la frontera entre Colorado y Nuevo México, llegando a Durango en agosto de 1881. Esta línea de vía estrecha continuó hacia el norte, hasta alcanzar la rica región minera de Silverton en julio de 1882. 
También se construyó una línea desde Durango hasta Farmington en dirección sur.

### El paso de Tennessee
El D&RG decidió conectar las minas del área de Aspen antes que su rival, el Ferrocarril de Colorado Midland. Para ello, partió de Leadville en dirección noroeste hasta cruzar el Paso de Tennessee (situado a 3121 m sobre el nivel del mar), descendió el Cañón Glenwood hasta Glenwood Springs, y desde allí llegó a Aspen en octubre de 1887. Finalmente, el D&RG y el Colorado Midland unieron sus fuerzas para construir una línea entre Glenwood Springs y Grand Junction. La sección Leadville/Grand Junction a través de Glenwood Springs, inicialmente considerada secundaria, se adaptó al ancho estándar en 1890, lo que la convirtió en el itinerario principal, mientras que la vía estrecha a través del paso Marschall pasó a ser un recorrido secundario.<

### Oeste de Denver y Río Grande (D&RGW)
Una pequeña empresa, originalmente llamada Denver and Rio Grande Western Railway, construyó una línea de vía estrecha entre Ogden, Utah, Soldier Summit, Utah y Grand Junction. La compañía tomó el nombre de Rio Grande Western Railway en 1889, siguiendo un plan de financiación para convertir la vía estrecha al ancho estándar y construir nuevas líneas para llegar a los lucrativos depósitos de carbón de Utah. En 1901, el D&RG se fusionó con el Rio Grande Western para originar el Denver & Rio Grande Western (D&RGW), que se consolidó en 1908. Sin embargo, el ferrocarril fue debilitado por especuladores que utilizaron su capital para financiar la construcción del Ferrocarril del Pacífico Oeste. Durante la Primera Guerra Mundial, la Administración de Ferrocarriles de los Estados Unidos (USRA) tomó el control del D&RGW. En 1918 se declaró en quiebra, tras la suspensión de pagos del Ferrocarril del Pacífico Occidental. La nueva compañía del Ferrocarril Oeste de Denver y Río Grande (D&RGW o DRGW) surgió en 1920.

### La ruta a Moffat

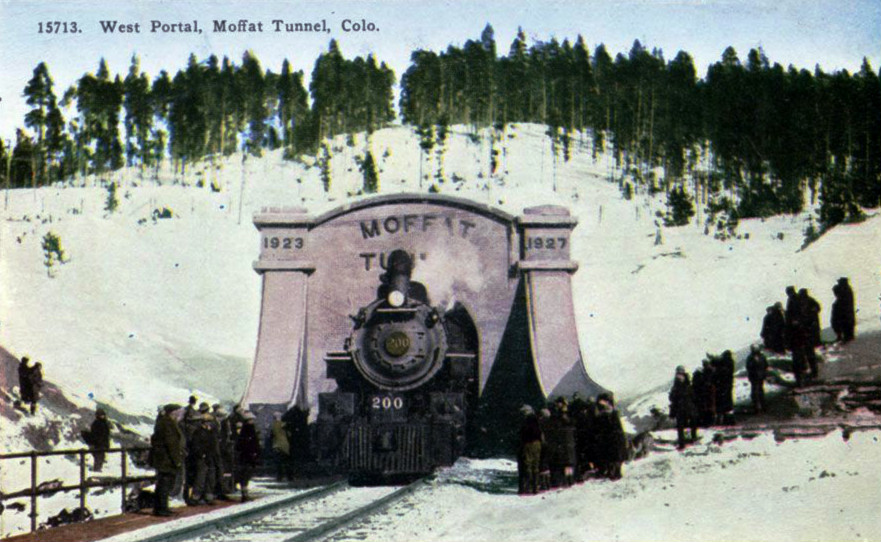
Locomotora de vapor saliendo del túnel de Moffat (hacia 1928)

En 1931, el D&RGW adquirió el Ferrocarril Oeste de Denver y Salt Lake. Esta compañía, subsidiaria del Ferrocarril de Denver y Salt Lake (D&SL) era solo un nombre, pero acababa de comprar el derecho de construir una conexión de 64 km con el D&RGW entre Denver y Salt Lake. Después de años de negociaciones, el D&RGW ganó el derecho de paso hacia el D&SL utilizando este nuevo enlace más directo. En 1932, el D&RGW comenzó la construcción de la vía directa Dotsero Cutoff. Comenzó desde Dotsero (contracción de "Dot Zero") para remontar el río Colorado hasta Bond, en un lugar llamado Orestod (Dotsero escrito al revés). La construcción se completó en 1934.
El D&RGW se declaró en quiebra nuevamente en 1935, pero reapareció en 1947 y se fusionó con el D&SL el 3 de marzo de 1947. Esto le dio el control de la línea de la "ruta de Moffat" a través del Túnel de Moffat (de 6 mi (9,7 km) de longitud), así como una línea entre Bond y Craig, Colorado, al noroeste. Hasta el final de la Segunda Guerra Mundial, los ingresos del D&RGW se basaban principalmente en la demanda de carbón. El tráfico cayó a un nivel crítico cuando la ciudad de Denver abandonó el carbón en favor del gas y del petróleo para calefacción. En ocasiones, un único tren semanal llevaba ovejas y ganado al mercado de Denver. Pero con la crisis del petróleo de 1973 y la cuadruplicación del precio del barril, el carbón volvió a ser interesante. El carbón de Yampa, que tenía un valor energético mucho más alto que el de la cuenca del río Powder suministrado por el Union Pacific, permitió que el Río Grande volviera a funcionar a pleno rendimiento.

### Trenes rápidos de 1950 a 1983: "carga rápida" yCalifornia Zephyr

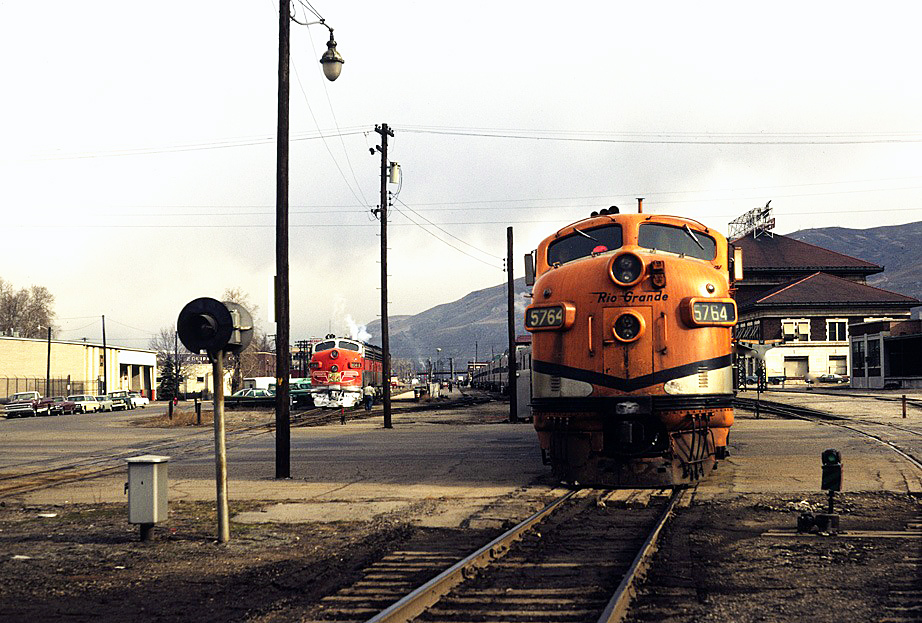
Locomotora California Zephyr en 1970

Finalmente liberado de sus problemas financieros, el D&RGW finalmente dispuso de una ruta directa entre Denver y Salt Lake City; el desvío hacia el sur a través de Pueblo y Tennessee Pass ya no era adecuado para dar un servicio rápido. Pero aún quedaba un problema: el servicio transcontinental de la Union Pacific, cuyas vías situadas más al norte en una región menos montañosa, permitían ahorrar varias horas de vjaje. La solución del D&RGW consistió en establecer una política de "carga rápida", que utilizaba locomotoras diésel en unidades múltiples para remolcar trenes cortos y frecuentes. Esta política explica por qué el D&RGW, a pesar de su proximidad a las regiones carboníferas más productivas de la nación, retiró sus locomotoras de vapor para comprar, tan rápido como sus finanzas se lo permitieron, nuevas locomotoras diésel. En 1956, las locomotoras de vapor de calibre estándar fueron retiradas y desmanteladas. A diferencia de las locomotoras de vapor, las máquinas diésel se podían acoplar fácilmente para formar unidades múltiples, para equipar a cada tren con la potencia óptima requerida. Gracias a su ubicación geográfica única, la compañía anunciaba su tren Zephyr de California como "El tren de pasajeros más famoso del mundo".
El servicio era operado conjuntamente por un lado con el Ferrocarril de Chicago, Burlington y Quincy (CB&Q) entre Chicago y Denver, y por otro lado, con el Ferrocarril del Pacífico Oeste entre Salt Lake City y Oakland, con conexiones en ferry y autocar a San Francisco. Incapaz de competir con las 39 horas que invertía el Union Pacific en su ruta más rápida y menos montañosa, el California Zephyr ofrecía un viaje más tranquilo, un "crucero ferroviario", con vistas a las Montañas Rocosas.
Aunque el California Zephyr había estado operando a plena capacidad desde su creación en 1949, obtuvo pocos beneficios hasta finales de la década de 1950. A mediados de la década de 1960, se volvió rentable al circular solo entre finales de primavera y principios de otoño. En 1970, el Ferrocarril Pacífico Oeste anunció millones de dólares en pérdidas y cesó sus operaciones. Sin embargo, el D&RGW se negó a unirse a la Amtrak y continuó operando su Zephyr Rio Grande entre Denver y Salt Lake City hasta 1983.
A pesar de que utilizó la mejor tecnología en sus vías de ancho estándar para competir con otros transportistas transcontinentales, continuó operando algunas líneas de vía estrecha en tracción de vapor, como la de Durango a Silverton. Aunque todas las vías estrechas restantes se abandonaron en las décadas de 1960 y 1970, dos de las rutas más pintorescas se vendieron a ferrocarriles turísticos, líneas que aún están en uso hoy en día bajo el nombre de Ferrocarril Panorámico de Cumbres y Toltec y Ferrocarril de vía estrecha de Durango y Silverton.

### Fusión con el Pacífico Sur
En 1988, Rio Grande Industries, que controlaba el D&RGW bajo la dirección de Philip Anschutz, compró el Southern Pacific Railroad. La compañía eligió el nombre Southern Pacific (SP) debido a su reputación entre los transportistas ferroviarios. A partir de este período, la política de "carga rápida" adoptada en su momento por el D&RGW, dio paso a la práctica bien establecida del SP de fletar trenes largos y lentos, consumiendo menos combustible. El Río Grande también adoptó los viejos SD 40 T-2 y SD 45 T-2 con 6 ejes motrices del Pacífico Sur. De hecho, estas máquinas de la versión Tunnel Motors funcionaban perfectamente en los túneles largos, gracias a sus radiadores ubicados cerca del suelo para aspirar aire fresco y evitar el humo caliente emitido hacia arriba. Durante la década de 1990, el D&RGW perdió gran parte de su competitividad frente a otros transportistas transcontinentales, y su actividad se volvió en gran medida dependiente del transporte de carbón de alta calidad producido por las minas de Utah.

### Fusión con el Union Pacific
El 11 de septiembre de 1996, Anschutz vendió el nuevo SP al Union Pacific, en parte para responder a la reciente fusión del Ferrocarril de Burlington Norte y el Santa Fe, para formar el Ferrocarril de Burlington Norte y Santa Fe (BNSF). A medida que el Union Pacific absorbió al D&RGW en su red, desaparecieron los rastros de la existencia de este legendario ferrocarril de montaña. El 11 de diciembre de 2006 La última locomotora del D&RGW, la número 5371 con su librea original del Río Grande, todavía se utilizaba para el servicio local y de respaldo en Helper (Utah). El Union Pacific decidió que permanecería con la librea del D&RGW hasta su retirada y posterior donació a un museo. El Ferrocarril Union Pacific presentó una máquina SD70ACe EMD registrada como UP 1989 y pintada con una versión estilizada de la librea del D&RGW. Esta máquina es una de las SD70ACes que la UP pintó para preservar la identidad de los diferentes ferrocarriles que absorbió: el Ferrocarril del Pacífico de Misuri, el Ferrocarril Missouri-Kansas-Texas, el Ferrocarril de Chicago y del Noroeste, el Ferrocarril del Pacífico Oeste, el Southern Pacific y el Ferrocarril del Oeste de Denver y Río Grande. La línea del Paso de Tennessee, considerada demasiado montañosa para los grandes trenes de mercancías, estaba cerrada. La única línea transcontinental en el Río Grande que permanece en servicio es la ruta de Moffat. Esta línea principal a través de las Montañas Rocosas es la perpetuación del sueño de Moffat.

## Mapa de las rutas de la compañía en 1930

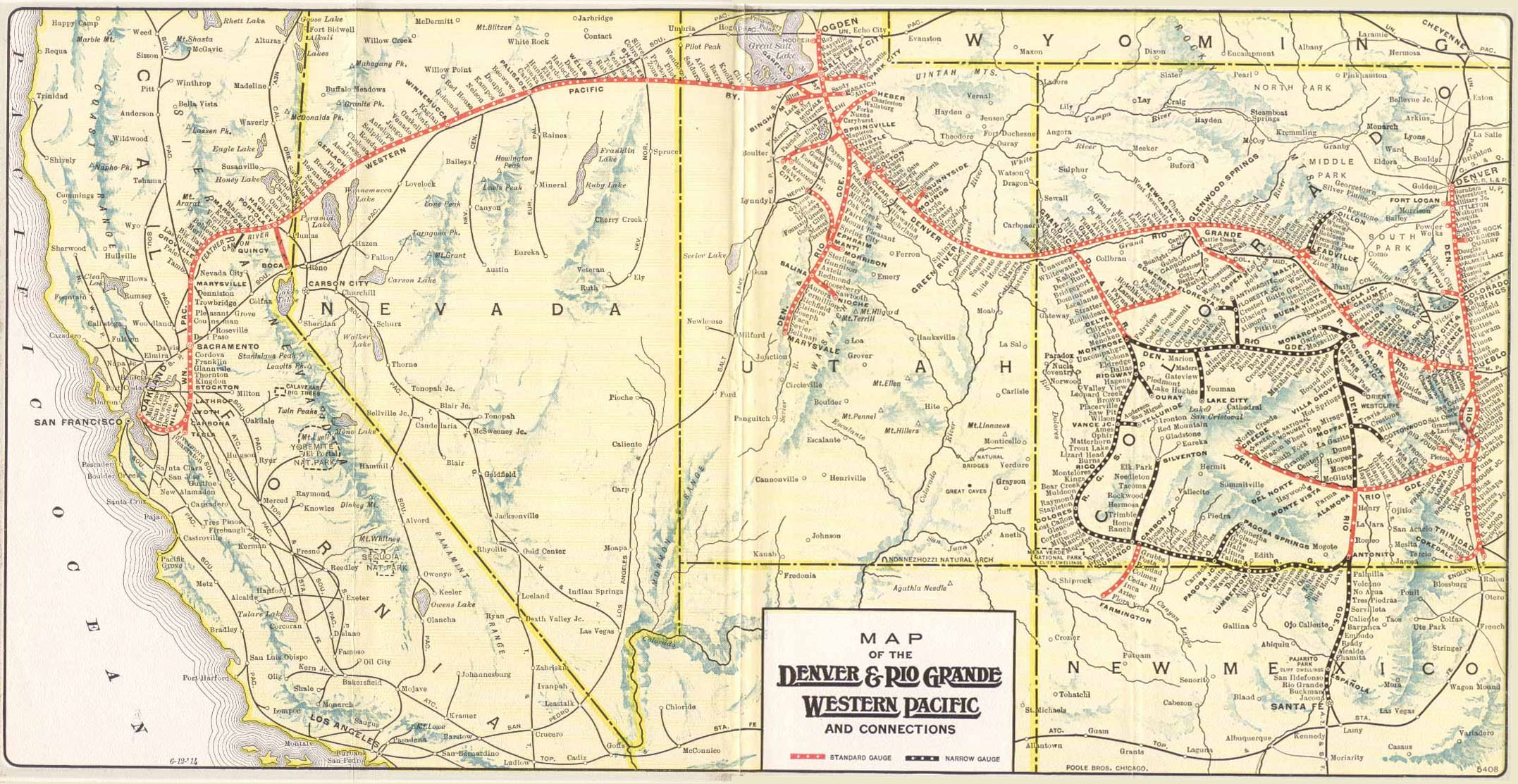
Mapa con las rutas y estaciones del D&RGW (1930

## Material rodante
En 1948, había 318 locomotoras de vapor, 62 locomotoras diésel, 179 coches de pasajeros y 14.662 vagones de carga. En 1962, sólo quedaban en servicio 22 locomotoras de vapor, 257 locomotoras diésel , 96 coches de pasajeros y 12.386 vagones de carga.

## Trenes de pasajeros
La tabla muestra algunos trenes de pasajeros del D&RGW. Los trenes hacia el oeste tienen números impares y los trenes hacia el este son pares. 
| Números | Nombres                       | Destinos                                             | Años de servicio     |
| ------- | ----------------------------- | ---------------------------------------------------- | -------------------- |
| 1/2     | Royal Gorge                   | Denver-Grand Junction (a través de la Garganta Real) |                      |
| 5/6     | The Exposition Flyer          | Chicago-Oakland                                      | 1939-1949            |
| 5/6     | Zephyr de California (Amtrak) | Chicago-Oakland                                      | 1983-                |
| 7/8     | Prospector                    | Denver-Salt Lake City / Ogden                        | 1941-1942; 1945-1967 |
| 9/10    | Correo del valle de Yampa     | Denver-Craig                                         |                      |
| 17/18   | Zephyr de California          | Chicago-Oakland                                      | 1949-1970            |
| 17/18   | Rio Grande Zephyr             | Denver-Salt Lake City                                | 1970-1983            |
| 19/20   | Alpinista                     | Denver-Grand Junction-Montrose                       | 1936-1959            |
| 115/116 | San Juan Express              | Alamosa-Durango                                      | 1881-1951            |
| 315/316 | Shavano                       | Salida-Gunnison                                      | 1937-1940            |
| 461/462 | Silverton                     | Durango-Silverton                                    | 1882-1981            |
| ? /?    | Ski Train                     | Parque Denver-Winter                                 | 1940-2009            |